# الظهره (إب)
الظهرة هي إحدى قرى الجمهورية اليمنية. وهي تتبع جغرافيًا لمحافظة إب. وإداريًا لمديرية جبله. يبلغ تعداد سكانها 1733 نسمة حسب الإحصاء الذي جرى عام 2004.